# 石桥 (江埔街道)
石桥是位于中国广东省广州市从化区江埔街道的一个自然村。属禾仓村管辖。明代建村。因村中石桥较多而得名石桥村。2015年时，户籍人口264人。